# فيلهلم بيترسن
فيلهلم بيترسن (بالدنماركية: Vilhelm Petersen)‏ هو رسام دنماركي، ولد في 17 ديسمبر 1812 في كوبنهاغن في الدنمارك، وتوفي بنفس المكان في 25 يوليو 1880.

## معرض صور

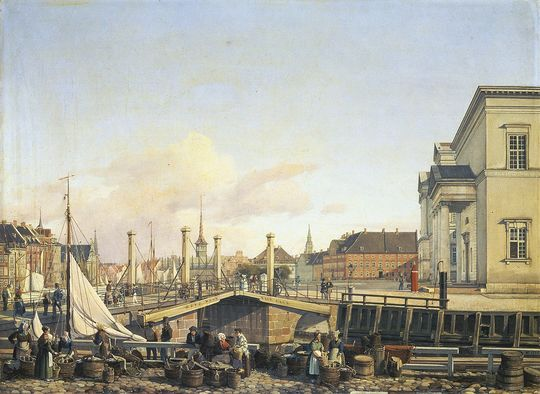
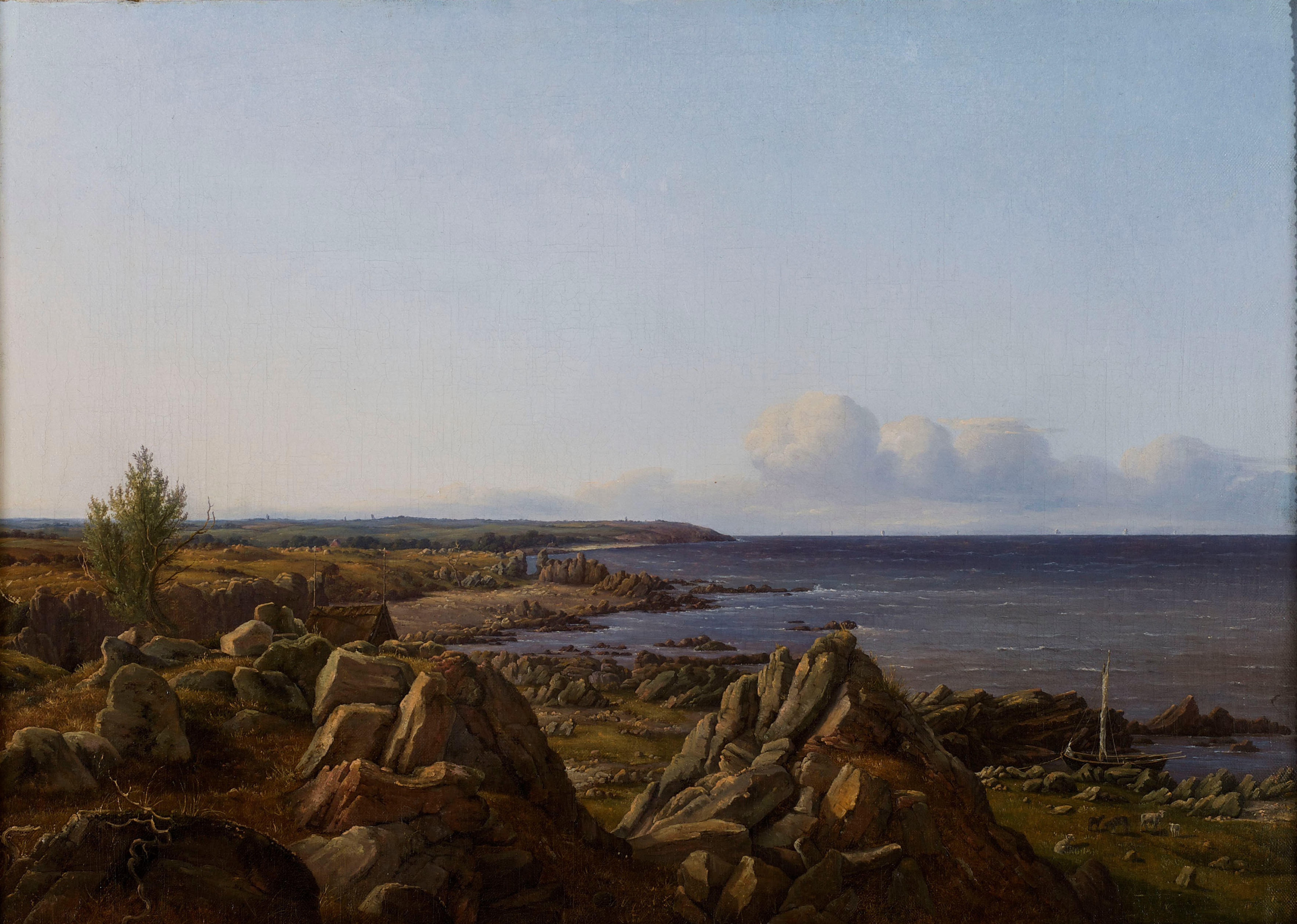
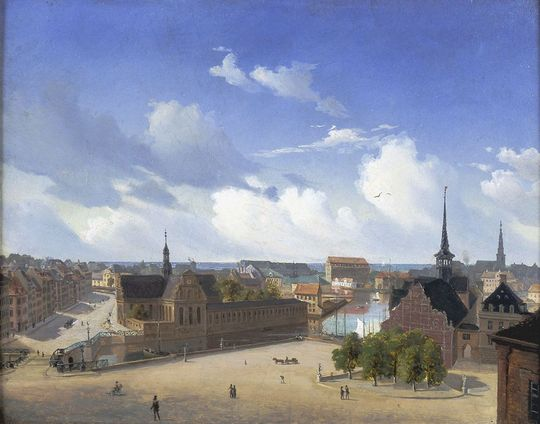